# The Reasoning
Die Rockband The Reasoning wurde im August 2005 von dem ehemaligen Bassisten der walisischen Progressive-Rock-Band Magenta, Matthew Cohen, gegründet. Die übrigen Bandmitglieder sind Dylan Thompson, Gareth Jones, Owain Roberts, Vinden Wylde und Sängerin Rachel Cohen, die ehemalige Frontfrau der Band Karnataka. Letzterer wurden von der Classic Rock Society mehrere Auszeichnungen als Beste Sängerin in vier aufeinanderfolgenden Jahren verliehen. Alle Bandmitglieder stammen aus Cardiff.
Das Debüt-Album „Awakening“ wurde am 26. März 2007 veröffentlicht. Produziert und gemischt wurde es von Dave Meegan, der zuvor u. a. mit Marillion und U2 zusammengearbeitet hatte. Der Gitarrist Steve Rothery erschien als Gastmusiker bei dem Titel Within Cold Glass. 
Charakteristisch für The Reasoning ist der mehrstimmige Lead-Gesang von Rachel Cohen, Gareth Jones und Dylan Thompson. Insgesamt bewegt sich der Musikstil zwischen Progressive Rock und Classic Rock.
Das Nachfolgealbum „Dark Angel“ erschien am 6. Oktober 2008. Kurz darauf tourten The Reasoning durch England und waren u. a. Vorgruppe des Ex-Marillion-Sängers Fish.

## Diskografie
- Awakening (2007)
- Dark Angel (2008)
- Adverse Camber (2010)
- Acoustically Speaking (2010)
- And Another Thing... (EP) (2012)
- Adventures In Neverland (2012)